# Philodytes umbrinus
Philodytes umbrinus is een keversoort uit de familie waterroofkevers (Dytiscidae). De wetenschappelijke naam van de soort is voor het eerst geldig gepubliceerd in 1855 door Motschulsky.